# 源怀
源怀（444年—506年），原名源思礼，后被皇帝赐名源怀，河南洛阳人，北魏陇西王源贺之子。北魏文成帝末年侍御中散。其父源贺以年老辞职后，继承父亲爵位，持节督诸军屯于漠南，防御蠕蠕。后又督诸军征蠕蠕，六道大将，咸受其节度。宣武帝景明二年（501年），任尚书左仆射。正始元年（504年）61岁时奉命迎战蠕蠕十二万骑大军，在诸镇左右要害之地，筑城设置戍军。卒，赠司徒公，谥曰惠。

## 历任官职
- 文成帝末年，为侍御中散。袭父爵，拜征南将军。寻为持节、督诸军，屯于漠南。
- 回朝，除殿中尚书，出为长安镇将、雍州刺史。
- 岁馀，复拜殿中尚书，加侍中，参都曹事。又督诸军征蠕蠕，六道大将咸受节度。迁尚书令，参与讨论律令。后例降为公爵。
- 太和十六年（492年），除司州刺史。从孝文帝车驾南征，加卫大将军，领中军事。以母忧去职，赐帛三百匹、谷千石。
- 太和十九年（495年），除征北大将军、夏州刺史，二十年，转都督雍、岐、东秦诸军事、征西大将军、雍州刺史。
- 景明二年（501年），徵为尚书左仆射，加特进。同年，除车骑大将军、凉州大中正。
- 又诏为使持节，加侍中、行台，巡行北边六镇、恒燕朔三州。将沃野镇将于祚（皇后伯父）、怀朔镇将元尼须（少年好友）弹劾免官。
- 正始元年（504年）九月，蠕蠕十二万骑大军六道并进，欲直趋沃野、怀朔，南寇恒代。诏源怀以本官，加使持节、侍中，迎战蠕蠕。赐马一匹、细铠一具、御槊一枚。源怀在其庭中跨鞍执槊，跃马大呼，顾谓宾客曰；“气力虽衰，尚得如此。蠕蠕虽畏壮轻老，我亦未便可欺。今奉庙胜之规，总骁捍之众，足以擒其酋帅，献俘阙下耳。”时年六十一。
- 至云中，蠕蠕亡遁。至恒代，视察诸镇左右要害之地，筑城置戍，建成北镇诸戍东西九城。
- 迁骠骑大将军。
- 正始二年（505年），武兴氐杨集起、杨集义拥立氐王杨绍先为帝，自己都称王。十二月二十四日，诏骠骑大将军源怀使持节、侍中、都督平氐诸军事，征讨武兴氐，邢峦、李焕等并受节度。次年正月，攻克武兴（今陕西略阳县），抓获杨绍先，押送往洛阳。杨集起、杨集义逃亡。在当地设立武兴镇。
- 正始三年（506年）六月，骠骑大将军冯翊惠公源怀卒，年六十三。诏给东园秘器、朝服一具、衣一袭、钱二十万、布七百匹、蜡三百斤，赠司徒、冀州刺史，谥惠公。

源怀性格宽容直率，不喜欢烦琐之事，常常说：“为贵人当举纲维，何必事事详细！譬如建房屋，只要从外面望去高大突出，梁柱平正，地基和墙壁完好坚固，就足够了。刀斧不平，砍削不细，并非是房屋的毛病。”又生性不饮酒却喜欢以酒招待客人，好接宾友，雅善音律，虽年老白首，在家中宴客之时，常常自弹自乐。

## 家庭

### 父母
- 源跋，北魏太尉公、凉王[1]
- 武威孟氏[1]

### 夫人
- 河南尉氏[1]

### 子女
- 源灵度，北魏羽林监、冯翊郡公
- 源荣，北魏司徒掾
- 源徽，北魏直阁将军
- 源玄谅，过继叔父源奂
- 源子邕，北魏散骑常侍、使持节、镇东将军、冀州刺史、阳平庄穆公
- 源子恭，东魏散骑侍郎、骠骑大将军、魏尹、临颍文献公
- 源纂，北魏太府少卿
- 源显明，嫁北魏使持节、都督并肆燕恒云朔尉汾显九州诸军事、骠骑大将军、并州刺史、北道大行台尚书令杨津[1]